# Christopher Cradock
Christopher George Francis Maurice Cradock (Richmond, 2 luglio 1862 – al largo delle coste cilene (battaglia navale di Coronel), 1º novembre 1914) è stato un ammiraglio britannico.
Prima della Grande Guerra, combatté nella guerra mahdista e nella ribellione dei Boxer. Nominato comandante in capo del North America and West Indies Station prima della guerra, la sua missione fu quella di proteggere i mercantili alleati dando la caccia alle navi tedesche incaricate di silurare i rifornimenti britannici.
Sul finire del 1914 venne incaricato di portarsi alla ricerca e distruggere poi lo squadrone dell'Asia orientale della marina imperiale tedesca. Quando lo trovò, credendo di essere senza scelta alcuna, malgrado l'inferiorità numerica e tattica delle sue forze, venne ucciso durante la battaglia di Coronel al largo delle coste del Cile a novembre quando appunto i tedeschi affondarono la sua ammiraglia.

## Biografia

### I primi anni e l'inizio della carriera
Cradock nacque ad Hartforth, presso Richmond, nel North Riding of Yorkshire, il 2 luglio 1862, figlio quartogenito di Christopher e di sua moglie Georgina Duff. Entrò nella Royal Navy come cadetto a bordo dell' HMS Britannia il 15 gennaio 1875 e venne nominato quindi alla corvetta armata HMS Pallas nel Mediterraneodal 22 dicembre 1876. Promosso mezzomarinaio il 22 dicembre 1877, presenziò alla cattura di Cipro da parte degli inglesi l'anno successivo. Venne trasferito a bordo della corazzata HMS Minotaur il 25 luglio 1879 e quindi a bordo della corvetta HMS Cleopatra verso la Cina il 24 agosto 1880. Promosso sottotenente il 21 dicembre 1881, Cradock fece ritorno in Inghilterra il 6 marzo 1882 per preparare i propri esami per divenire tenente di vascello, ottenendo la qualifica l'anno successivo. Passò quindi anche il corso per cannonieri torpedinieri nel 1883.
Cradock venne assegnato alla corazzata HMS Superb nel Mediterraneo e nel 1884 venne assegnato alla brigata navale che prestò servizio nella guerra mahdista. Dopo aver svolto ruoli di supporto nella guerra, tornò alla sua nave dove ottenne la promozione a tenente il 30 giugno 1885. Cradock venne quindi nominato alla nave cannoniera HMS Linnet come primo tenente ed ivi rimase a mezza paga dal 9 maggio 1889. Venne richiamato temporaneamente al servizio attivo a bordo della nuova nave da guerra HMS Howe. Cradock trascorse un anno a bordo della corvetta HMS Volage e durante questo periodo colse l'occasione per scrivere e poi dare alle stampe la sua prima opera Sporting Notes from the East, sugli sport di tiro.
Il 6 settembre 1890, Cradock venne nominato primo tenente dello sloop da guerra HMS Dolphin che giunse nel Mar Rosso poco dopo presso le guarnigioni di Suakin, sulla costa sudanese. Cradock venne assegnato a quelle forze nel 1891 e prese parte alla cattura di Tokar. Divenne quindi aiutante di campo del colonnello Charles Holled Smith, governatore generale del Litorale del Mar Rosso. Per il servizio prestato in questa campagna, ottenne di poter indossare la medaglia di IV classe dell'Ordine di Medjidie ottomano e la Khedive's Star. Tornato a bordo della Dolphin, Cradock aiutò gli uomini a soccorrere la corvetta brasiliana Almirante Barroso che si era incagliata presso Ras Zeith, nel Mar Rosso, il 21 gennaio 1893 durante il suo secondo viaggio intorno al mondo.
Dopo un altro periodo a mezza paga e un altro corso di specializzazione Cradock venne nominato quale membro del royal yacht HMY Victoria and Albert il 31 agosto 1894 e pubblicò poco dopo il suo secondo libro, Wrinkles in Seamanship, or, Help to a Salt Horse. Portò a spalla la bara del principe Enrico di Battenberg il 5 febbraio 1896. Promosso capitano il 31 agosto, divenne secondo in comando della HMS Britannia. Prima dell'inizio della seconda guerra boera nell'ottobre del 1899, Cradock venne trasferito a bordo della HMS President supervisionando il carico di truppe e rifornimenti per il Sudafrica.

#### Comandi
Il 1º febbraio 1900 venne nominato al comando dell'incrociatore di terza classe HMS Alacrity e venne impiegato sul finire dell'anno nella ribellione dei Boxer dove comandò un gruppo di marinai inglesi, tedeschi e giapponesi durante la cattura dei forti di Dagu il 17 giugno, guidando poi un contingente di soldati inglesi e italiani nella battaglia di Tientsin il 23 giugno ed infine una brigata navale che ebbe il compito di salvare le truppe del vice-ammiraglio Edward Seymour assediate nell'arsenale di Pei-yang tre giorni dopo. Cradock venne promosso capitano effettivo il 18 aprile 1901 e ricevette l'Ordine della corona prussiana di III classe con spade come ricompensa per il valore mostrato nelle operazioni. La Alacrity venne riportata in Gran Bretagna il 31 luglio 1901 e Cradock venne posto a mezza paga.
Il 24 marzo 1902 venne posto in servizio a bordo dell'incrociatore HMS Andromeda nel Mediterraneo dove dal giugno di quello stesso anno fu capitano per il contrammiraglio sir Baldwin Wake Walker, che era al comando del primo squadrone della flotta. Cradock venne nominato compagno dell'Ordine del Bagno il 26 giugno successivo ed assunse il 19 dicembre il comando della corazzata armata HMS Bacchante dove Walker decise di trasferire la propria ammiraglia dal giorno successivo. Quando re Edoardo VII si portò in visita a Malta il 2 giugno 1903, questi nominò Cradock membro dell'Ordine Reale Vittoriano. Al largo delle coste della Sardegna, Cradock salvò il principe Vudhijaya Chalermlabha, all'epoca al servizio della Royal Navy, dall'annegamento nell'aprile del 1904. Dopo l'incidente di Dogger Bank, Wake Walker decise di portarsi con il suo incrociatore nel Mar Baltico per controllare i movimenti della marina militare russa. Il 17 gennaio 1905, Cradock assunse il comando della corazziera armata HMS Leviathan ma dal 17 giugno venne costretto a rientrare in patria per una malattia che lo invalidò sino al settembre di quello stesso anno.
Cradock divenne capitano della nave da guerra HMS Swiftsure il 17 luglio 1908, pubblicando la sua ultima opera nel 1907, dal titolo Whispers from the Fleet. Durante questo periodo venne coinvolto nella faida interna alla Royal Navy tra l'ammiraglio riformatore Jackie Fisher e l'ammiraglio tradizionalista Charles Beresford ed i loro rispettivi sostenitori. Mentre la posizione di Cradock non si espose mai sulla questione, ad ogni modo nel suo libro Whispers from the Fleet lasciò intuire la sua posizione a favore di quest'ultima frangia: "... abbiamo bisogno - e alla svelta - di un buon gruppo di uomini che diano una sana tirata d'orecchie ad una certa classe di individui che, per vergogna, stanno compromettendo la lealtà ed il buono spirito cameratesco che si trova oggi nella Royal Navy; e che vogliono inoltre minare le sacre leggi della disciplina navale". Venne quindi nominato aiutante di campo navale di Edoardo VII nel febbraio del 1900 pur rimanendo a mezza paga. Il 1º luglio Cradock venne nominato comandante delle caserme navali di Portsmouth e promosso commodoro di seconda classe, pur mantenendo il suo incarico come aiutante di campo navale. Edoardo VII morì il 6 maggio 1910 e Cradock rimase comunque in servizio ad assistere il figlio di questi da poco incoronato, re Giorgio V.
Nel contempo venne promosso contrammiraglio il 24 agosto 1910, venne posto a mezza paga ed ospedalizzato dal 24 febbraio 1911 al Royal Hospital Haslar per dei problemi con un rene, venendo dimesso il 7 marzo e dedicandosi allo studio presso il Royal Naval War College di Portsmouth dove rimase sino al 23 giugno. Il giorno successivo, gli venne affidato il compito di scortare i visitatori intervenuti alla parata in onore dell'incoronazione del nuovo sovrano che si tenne a Spithead. Divenne secondo in comando dell'Atlantic Fleet il 29 agosto, ponendo la sua bandiera sulla nave ammiraglia HMS London. Quando la SS Delhi si arenò nella notte tra il 12 ed il 13 dicembre di quell'anno presso Capo Spartel, in Marocco, spezzando tutte le scialuppe a bordo, Cradock ottenne il compito di portarsi con la London e l'incrociatore armato HMS Duke of Deinburgh a recuperare i sopravvissuti in mare. Tra questi, Cradock salvò Alexander Duff, I duca di Fife e sua moglie, la principessa Luisa, nipoti del sovrano. In riconoscimento dei suoi sforzi, venne nominato cavaliere commendatore dell'Ordine Reale Vittoriano il 28 febbraio 1912 ottenendo in seguito anche la Sea Gallantry Medal.

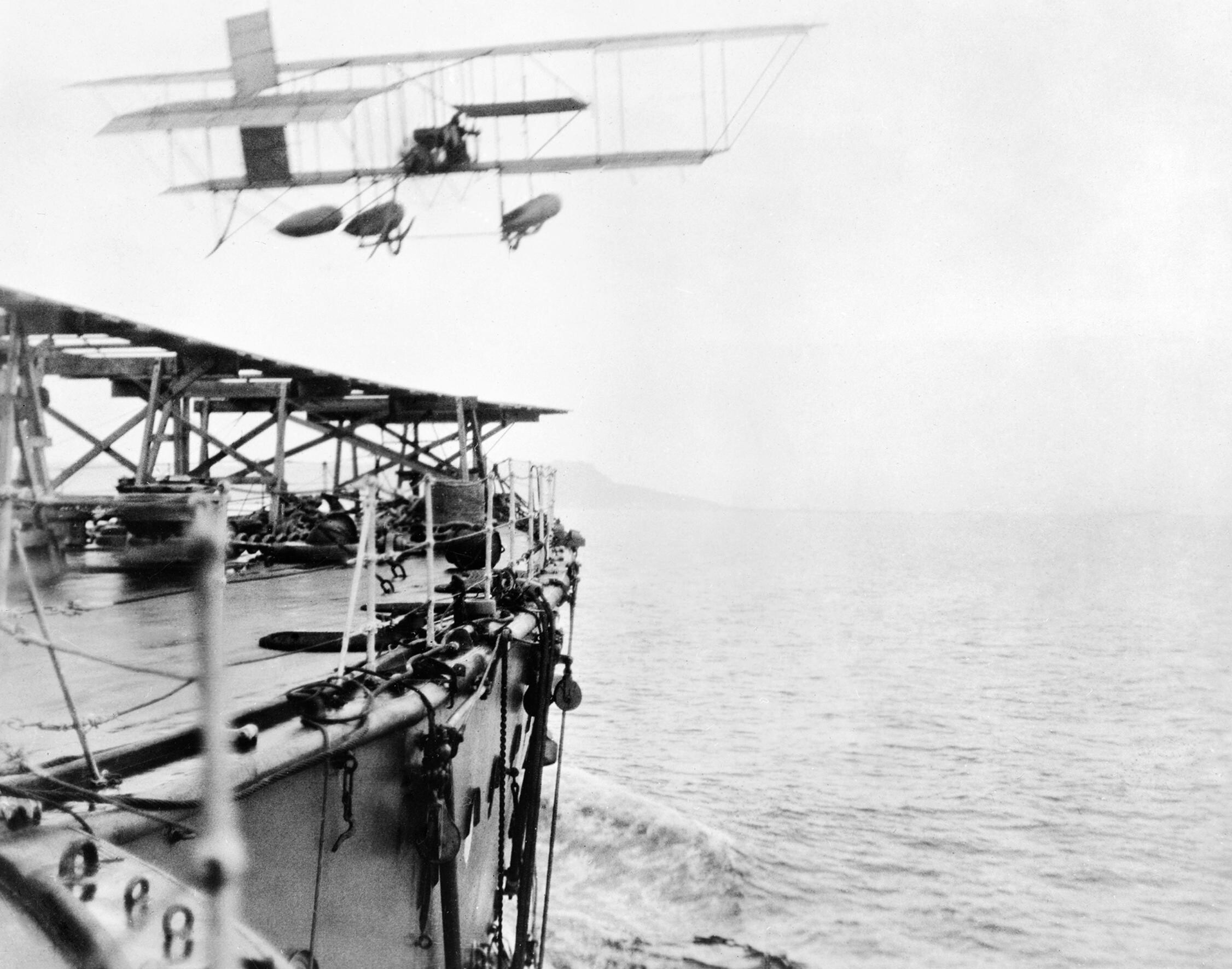
La prima partenza di un aeroplano da una nave in movimento, 2 maggio 1912, a bordo dell'Hibernia.

Nel maggio di quell'anno, Cradock pose la propria bandiera sulla nave da guerra HMS Hiberia dove vennero condotti i primi esperimenti di partenza di velivoli d'aviazione da una nave in movimento. Il comandante Charles Samson aveva già tentato l'impresa dalla nave gemella della Hibernia, la HMS Africa mentre questa era alla fonda ma non in movimento. Samson portò quindi a bordo della Hibernia il suo biplano Short Improved S.27 mentre la nave viaggiava a 10.5 nodi orari di fronte a Giorgio V nek corso della Royal Fleet Review presso la Weymouth Bay il 9 maggio.
L'8 febbraio 1913, ottenne il comando del 4º squadrone incrociatori, la principale sede della marina nelle Bermuda. Gli ordini ricevuti dall'ammiragliato in patria erano stati di proteggere le vite e le proprietà degli inglesi durante la rivoluzione messicana, ma di evitare ogni conflitto diretto che avesse potuto portare all'interferenza dell'Inghilterra nelle questioni interne messicane. Il diplomatico inglese in Messico, Sir Lionel Carden, si oppose fermamente a questa politica invocando un intervento diretto della marina inglese nel conflitto a favore dei messicani, contrastando quindi la Dottrina Monroe che vedeva gli americani come gli unici adatti ad intervenire nell'ambito.
Assieme al contrammiraglio americano Frank Friday Fletcher, Cradock coordinò invece l'evacuazione di cittadini inglesi ed americani da Tampico, in Messico, quando la città venne minacciata dai ribelli. Trasferì quindi la sua bandiera a bordo della HMS Essex il 18 febbraio 1914 e salpò verso Galveston, Texas, dove giunse alla fine del mese. Qui si portò in visita ad alcuni rifugiati e venne lodato anche dagli americani, incluso il governatore del Texas dell'epoca, Oscar Colquitt, prima di tornare nuovamente a bordo della sua nave. Cradock si trovava a Tampico, quando l'esercito messicano arrestò nove marinai americani che stavano acquistando petrolio in città il 9 aprile. Il contrammiraglio Henry T. Mayo, comandante delle forze americane al largo, chiese delle scuse ufficiali, ma il governo messicano si rifiutò. L'incidente contribuì a far propendere gli americani per occupare Veracruz il 21 aprile. Cradock fu in grado di evacuare circa 1500 rifugiati da Tampico a Città del Messico ed a Veracruz senza incidenti.

### La prima guerra mondiale

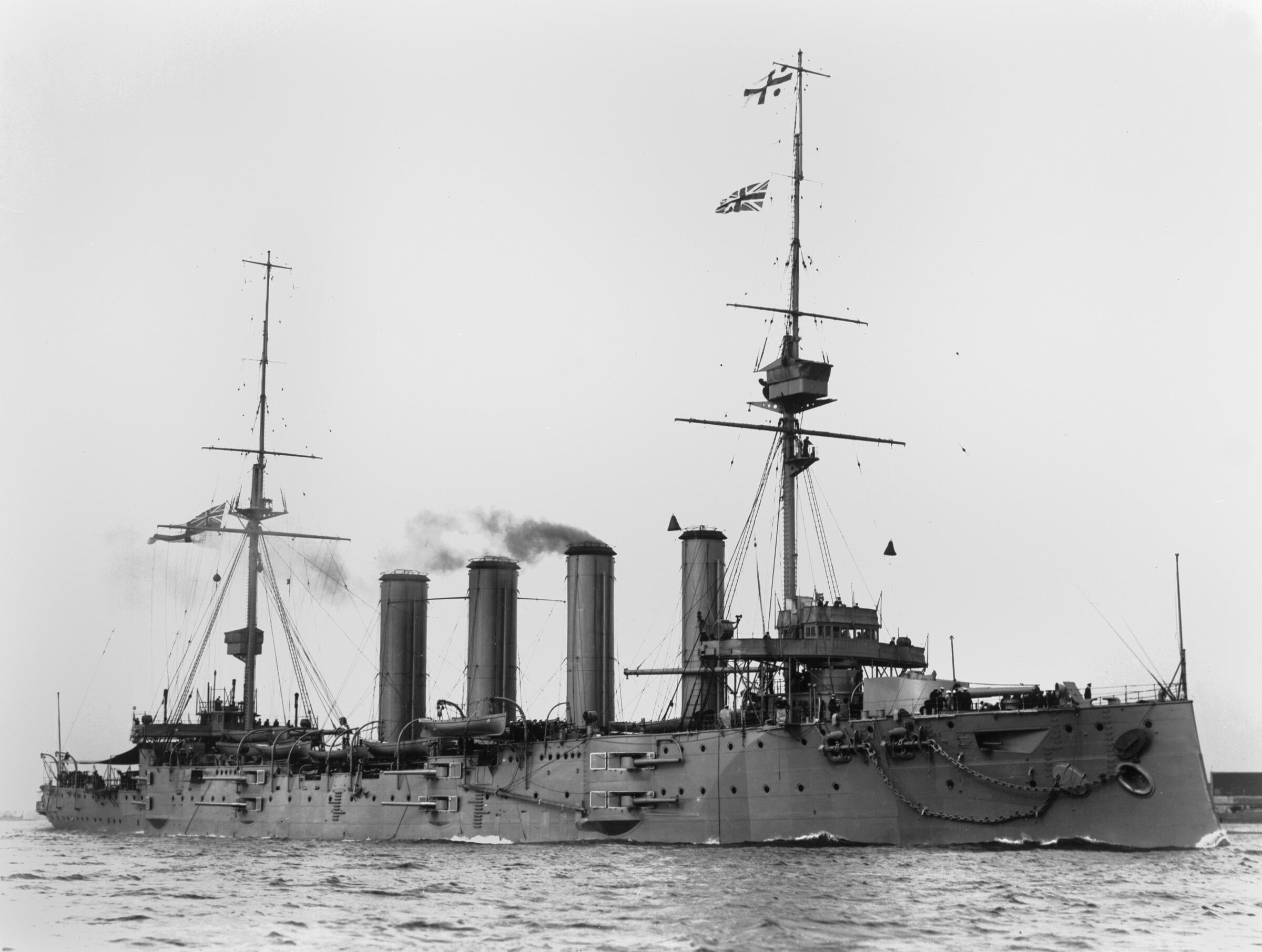
Alla fine di agosto del 1914, Cradock trasferì la sua bandiera a bordo della HMS Good Hope

Le prime notizie dell'inizio della guerra giunsero a Cradock il 27 luglio ed egli valutò che nella sua area di navigazione si trovavano due incrociatori leggeri tedeschi, la SMS Karlsruhe e la SMS Dresden. Cradock disperse i suoi incrociatori alla ricerca delle navi tedesche, ma l'ammiragliato venne a sapere della presenza di numerose altre navi nell'area di New York e pertanto gli ordinarono di concentrarsi su queste altre imbarcazioni.
La mattina del 6 agosto, ad ogni modo, la Suffolk individuò la Karlsruhe che stava trasferendo su di sé dei cannoni e degli equipaggiamenti dalla SS Kronprinz Wilhelm a 120 miglia nautiche dalla Watling Island. Le due navi presero poco dopo due differenti direzioni; la Suffolk inseguì la Karlsruhe e Craddock ordinò al suo incrociatore leggero HMS Bristol di intercettarla. La maggiore velocità della Karlsruhe, ad ogni modo, permise all'imbarcazione tedesca di sfuggire, ma la Bristol la colse verso sera per poi dileguarsi comunque col favore dell'oscurità. Craddock aveva anticipato queste manovre e per questo continuò a navigare verso est, ma la Karlsruhe era quasi a corto di carbone e pertanto rallentò al minimo la propria velocità, riuscendo comunque ad eludere le navi inglesi ed a giungere a Porto Rico poco dopo con sole 12 tonnellate di carbone a bordo.
Cradock continuò a nord ubbidendo agli ordini ricevuti e, dopo aver incrociato l'incrociatore HMS Good Hope ad Halifax, in Canada, trasferì la sua bandiera a bordo di questa nave perché era risultata più veloce della Suffolk. La Dresden aveva ricevuto l'ordine di portarsi nel Pacifico mentre la Karlsruhe per intercettare i mercantili inglesi lungo la costa nordorientale del Brasile. In risposta, l'ammiragliato ordinò a Cradock di portarsi a sud il 22 agosto e gli affidò il comando della South American Station il mese successivo, rinforzando il suo gruppo con la HMS Canopus.
Il 14 settembre, Cradock ricevette nuovi ordini dall'ammiragliato: gli venne chiesto di portarsi in Sud America presso lo Stretto di Magellano e di portare con sé sufficienti rinforzi per battere la Dresden e la Karlsruhe, sfruttando le Isole Falkland come punto di rifornimento. Per questo scopo, il suo squadrone venne rinforzato dal moderno incrociatore HMS Defence che giunse dal Mediterraneo.
Il giorno in cui giunse l'ordine dell'ammiragliato, lo squadrone tedesco giunse nell'area di Samoa (occupata dai tedeschi). Apparentemente queste navi sembravano spostarsi verso ovest e le continue incursioni dell'incrociatore leggero SMS Emden nella baia del Bengala fecero propendere l'ammiragliato inglese che il vice-ammiraglio conte Maximilian von Spee, comandante dello squadrone dell'Asia orientale, stesse attendendo la Emden nel Pacifico sudoccidentale. Due giorni dopo, l'ammiragliato telegrafò a Cradock che von Spee si stava effettivamente spostando verso il sudamerica e che egli avrebbe dovuto dare la caccia alle navi tedesche.
Alla fine di settembre, divenne chiaro che la Dresden aveva ormai raggiunto l'oceano Pacifico e che le navi di Cradock avrebbero dovuto dapprima fare tappa nella Terra del Fuoco prima di fare ritorno a Port Stanley nelle Falklands per fare rifornimento. Sulla base di segnali radio intercettati dall'intelligence inglese, l'ammiragliato avvisò Cradock che probabilmente altre navi tedesche si trovavano sul suo percorso, ma egli ricevette il messaggio solo il 7 ottobre.

### La caccia dello squadrone tedesco
Dopo aver ricevuto le indicazioni dall'ammiragliato inglese, Cradock venne a sapere che nell'area si trovava lo squadrone di Spee, di molto superiore al suo che non solo aveva navi antiquate, ma personale inesperto. Ad ogni modo, gli ordini che ricevette dall'ammiragliato furono ambigui; anche se le indicazioni erano di "concentrarsi sulle navi" intendendo con ciò le proprie, Cradock interpretò l'ordine come dell'occuparsi delle navi del nemico. L'ammiraglio chiarificò i propri ordini il 3 novembre, quando ormai la battaglia era già stata combattuta.

#### Battaglia di Coronel

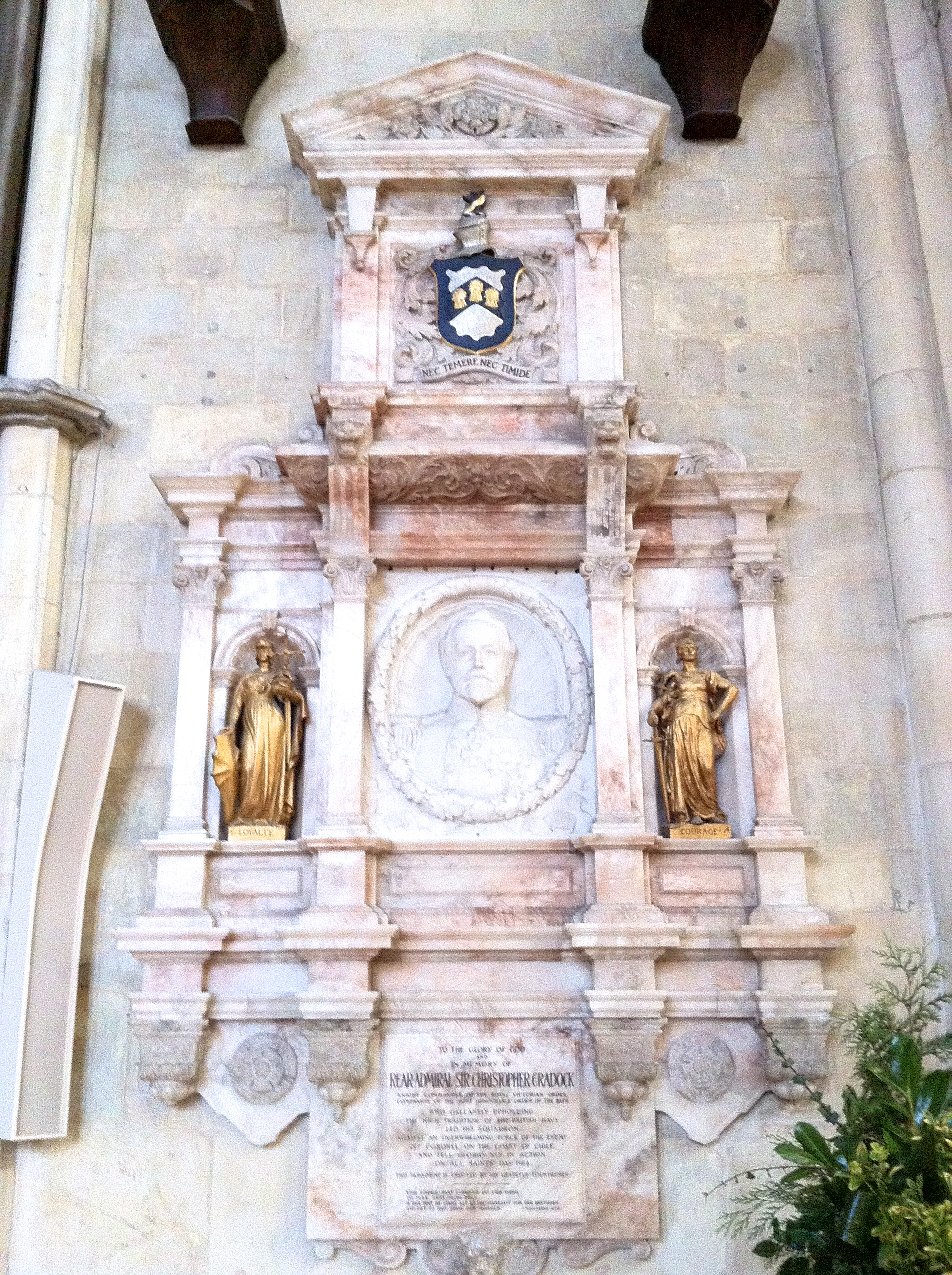
Monumento a sir Christopher Cradock a York Minster

Cradock trovò le forze di Spee al largo del Cile nel tardo pomeriggio nel 1º novembre e decise di entrare in contatto diretto col nemico, dando inizio così alla battaglia di Coronel. L'idea di Cradock era quella di un combattimento a corto raggio senza inseguimenti particolari, ma von Spee si mantenne a debita distanza dal nemico sfruttando la sera che stava ormai avanzando. Pesantemente svantaggiato per le condizioni di alto mare che rendevano inservibili i cannoni della Good Hope e della HMS Monmouth e con marinai formati adeguatamente solo in parte, due incrociatori di Cradock vennero distrutti con la morte immediata di 1600 marinai, tra cui lo stesso Cradock; l'incrociatore HMS Glasgow riuscì a fuggire. La battaglia fu la prima sconfitta della Royal Navy in un'azione militare dopo più di cent'anni.
Partendo da Port Stanley, Cradock aveva lasciato in custodia una lettera da inviare all'ammiraglio Hedworth Meux in caso di sua morte. Nel documento, egli disse di non voler soffrire il fato destinato al contrammiraglio Ernest Troubridge, passato ad agosto alla corte marziale per aver fallito contro il nemico malgrado avesse ben poche probabilità di prevalere contro le forze avversarie, nel corso dell'inseguimento delle navi tedesche Goeben e Breslau. Il governatore delle Falklands disse che Cradock non aveva aspettative di sopravvivere allo scontro.
Un monumento alla memoria di Cradock, scolpito da F. W. Pomeroy, venne posto allo York Minster il 16 giugno 1916. Un altro monumento si trova a Catherington, nell'Hampshire. Un monumento ed una vetrata in sua memoria si trovano nella chiesa parrocchiale di Gilling West. Essendo morto in mare, la sua figura è onorata oggi presso il Commonwealth War Graves Commission del Portsmouth Naval Memorial.

## Vita personale
Cradock non si sposò mai, ma tenne per tutta la sua vita un cane che lo accompagnò nella sua vita da marinaio.